# Aberdeen Proving Ground
Aberdeen Proving Ground è un census-designated place (CDP) degli Stati Uniti d'America, situato nello stato del Maryland, nella contea di Harford. La località è anche un'installazione militare della US Army, l'esercito statunitense, istituito nell'ottobre 1917.